# أحمد الحميداوي
أحمد محسن فرج الحميداوي (25 كانون الثاني -) هو الأمين العام وقائد العمليات الخاصة لكتائب حزب الله العراقية المدعومة من حكومة إيران، أعلنت الحكومة الأمريكية يوم 26 شباط سنة 2020 عن تصنيف الحميداوي ضمن لائحة الإرهاب العالمي، يسعى الجناح العسكري الذي يقوده الحميداوي إلى استهداف مصالح الولايات المتحدة الأمريكية، ويؤيد مقاتلي الميليشيات الشيعية خارج العراق، قال المختص في الشؤون العسكرية مايكل نايتس وفقاً لمصادر مطلعة إن الحميداوي عُرفَ أنه متهور، أفعاله غير متوقعة، يركز على الانتقام من مقتل أبو مهدي المهندس، أحمد الحميداوي نقطة اتصال بين نوري المالكي ودبلوماسيين روسيين، وذكرت جريدة العين يوم 28 شباط سنة 2020 أن الحميداوي «ذو سجل إجرامي طويل». صنفته الولايات المتحدة ضمن لائحة الإرهاب العالمي بعد مقتل القائد السابق لكتائب حزب الله أبي مهدي المهندس، علماً بأن تصنيف الحميداوي ضمن اللائحة لم يرتبط بأي هجوم إرهابي نفذه الحميداوي، وفقاً لقول ناثان سيلز، منسقِ مكافحة الإرهاب.

## الأسرة

شارع المضمار في منطقة البلديات

قال مايكل نايتس في بحثه المنشور في تشرين الأول سنة 2020، إن الحميداوي عمره 46 سنة في وقت كتابة ذلك البحث. وذكرت قناة الجدار نيوز أن الحميداوي وُلدَ يوم 25 كانون الثاني في ستينات القرن العشرين، وأنه مِن آل فرَج، من بيت بغيل، عشيرة آل بندر، من قبيلة آل حميد، كنيته الحركية أبو حسين وأبو حسن، وكنيته الحقيقية أبو زيد، ولقبه الخال، وقيل إن هذا اللقب عام يقال لكل الهيئة القيادية لكتائب حزب الله، اشتهر لقب «الخال» بعد مجزرة السنك والخلاني إذ اقتحم تلك المنطقةَ مسلحون من كتائب حزب الله، وأوقعوا مذبحة هناك، وكتبوا على بعض جدران المنطقة «الخال مرَّ من هنا»، فعُرفَ بعدئذٍ أن لقب خال هو للأمين العام لكتائب حزب الله. أحمد الحميداوي متزوج من امرأتين، وله ابنان هما زيد وجعفر، ويسكن مع زوجته الثانية في بيت في شارع المضمار بمنطقة البلديات في بغداد، وأدلى بصوته في انتخابات 2021 في المنطقة نفسها، وكان يسكن سابقاً في مدينة الصدر (الثورة)، يستخفي الحميداوي بأسماء وكُنى حركية، كما يستخفي عند مشاركته في المسيرات، يلبس فيها الزي العربي ونظارة شمسية وكمامة طبية، وإخوته أرفد وأوقد وأمجد وأخلد، شارك أرفد سنة 2011 مع كتائب حزب الله في القتال في سورية، وقُتل هنالك سنة 2014 بأيدي المعارضة السورية، يعمل أخوه أسعد في القسم الاجتماعي والعشائري للكتائب، وأخوهم الأصغر أوقد يعمل في قسم تمويل الكتائب.